# フローレス (ブエノスアイレス)
フローレス(Flores)は、アルゼンチンの首都ブエノスアイレス特別区の中央部にある地区（バリオ）である。コムーナ7に所属している。

## 歴史
1888年にブエノスアイレス特別区に統合されるまでは、ブエノスアイレス州の農村地域とされていた。他地区との境界はポルテーラ通り、クエンカ通り、ガオーナ通り、ドナート・アルバレス通り、クパリグエ通り、ディレクトリオ通り、カラボーボ通り、カスタニャレス通り、トーレス・イ・テノリオ通り、リエストラ通り、ペリート・モレーノ通り、ラカーラ通り、ルイス・J・デジェピアーネ通りである。かつてはブエノスアイレスの裕福な人々の邸宅で構成されており、今日でもフアン・マヌエル・デ・ロサス元州知事（19世紀）の邸宅などを見つけることができる。現在でも中産階級の住民が多く住む。
初期のフローレス地区でもっとも有名な住民には、チリで知事を務めたスペイン人の子孫のマルコ・デル・ポント一家がいる。ポントは新しい鉄道駅に面した物件を購入し、1860年に建てられたイタリア・ルネサンス建築の快適で控えめな物件に住んでいた。ポント一家は1929年に移住して物件を売却し、この不動産は荒廃に陥った。一度は解体が予定されたが、サン・ホセ・デ・フローレス歴史協会が物件に興味を抱いて市を説得し、結局は1976年に国定歴史建造物に認定された。この建築は保存の対象となり、マルコ・デル・ポント文化センターとなった。
フローレス地区の商業エリアは鉄道駅やリバダビア通りが中心である。近隣の教区教会であるサン・ホセ・デ・フローレス教会堂（1831年創建）はロマン主義建築様式の建物である。作家のアレハンドロ・ドリーナは「フローレスの灰色の天使」を登場させるフィクション作品を書いている。有名なタンゴ曲『サン・ホセ・デ・フローレス』は、長く騒々しい不在の後にフローレス地区に戻ってきた男の悲しみを題材にしている。プエイレドン劇場は有名な舞踊場である。1930年代にはタンゴ歌手のエドムンド・リベロがプエイレドン劇場で名声を得て、またアルメンドラのような初期のアルゼンチン・ロックバンドが使用することも多かった。
2011年9月13日に、当地区を通る近郊鉄道サルミエント線のフローレス駅で大きな事故が起こった。ブエノスアイレス市街地北側のレティーロ・近距離バスターミナル行きの路線バス（コレクティーボ）が踏切内でモレーノ行きの下り電車と接触し、脱線した下り電車は同駅に停車中のブエノスアイレス・オンセ行き上り電車と衝突した。ちょうど朝のラッシュアワーに被り、バスの乗客11人が死亡し、バスと電車で合計228人が負傷する惨事となった。事故で死亡したバスの運転手は踏切の警告灯を無視し、部分的に下がった遮断機を押して踏切内に進入していたことが証拠映像で明らかとなったほか、多数の乗客が電車内で眠っていたところを突然の衝撃が襲ったことが被害を拡大させたという。
2013年にフランシスコとしてローマ教皇に就任したホルヘ・マリオ・ベルゴリオはフローレス地区で生まれ育った。

## ギャラリー

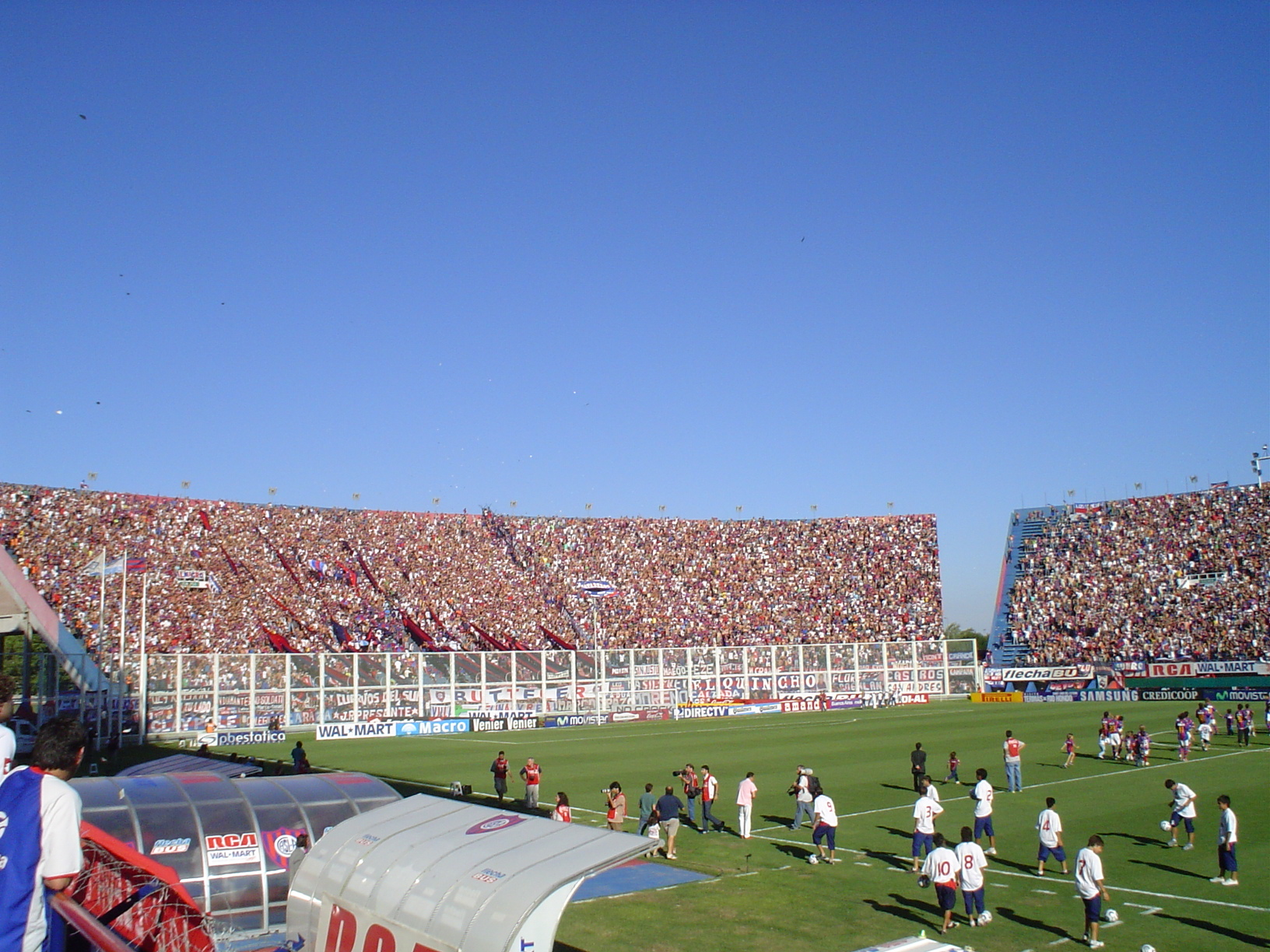
エスタディオ・ペドロ・ビデガイン
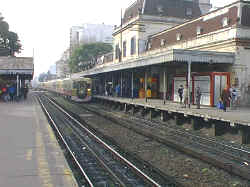
サルミエント線・フローレス駅
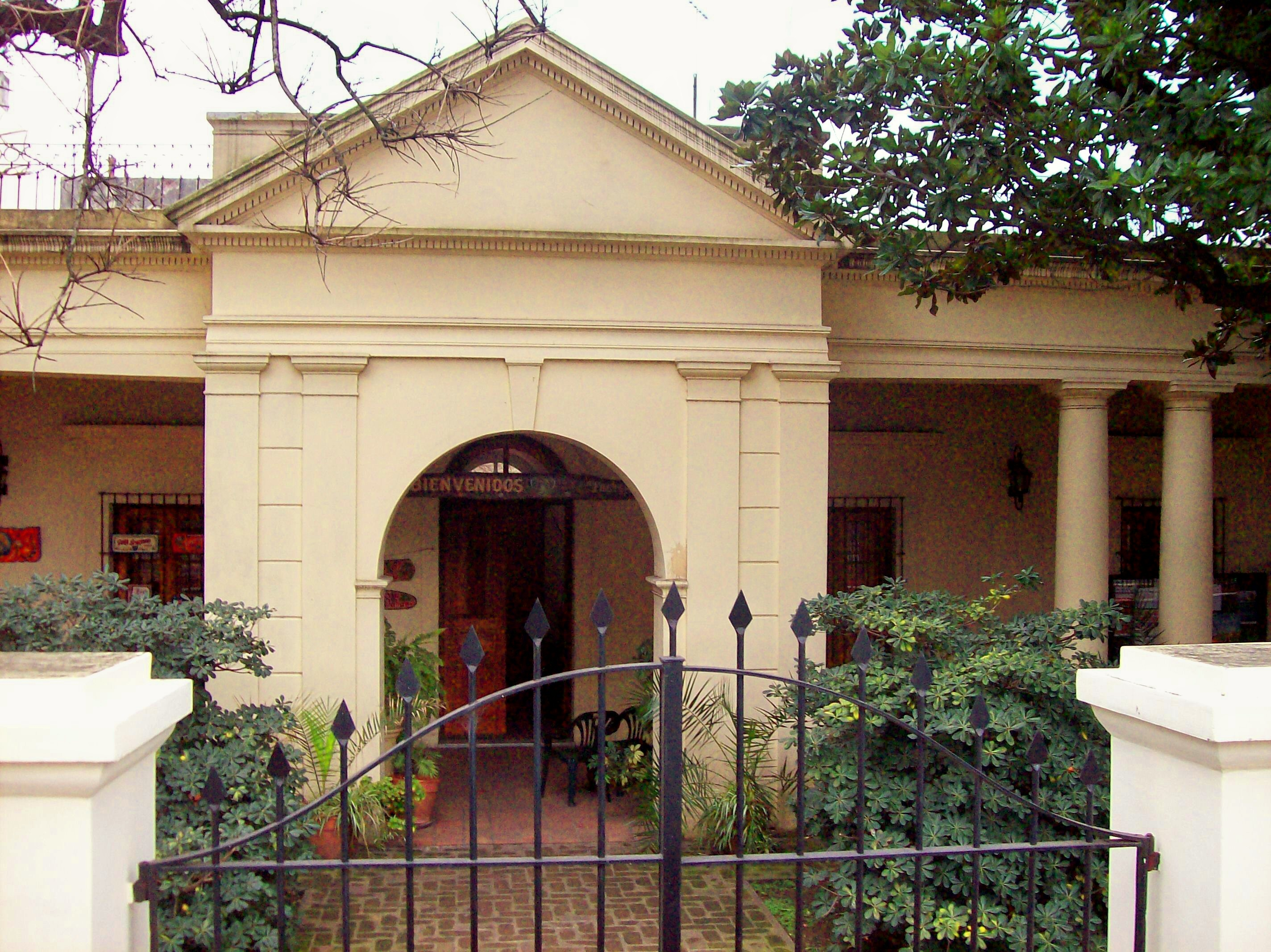
マルコ・デル・ポント文化センター